# Samolot walki radioelektronicznej

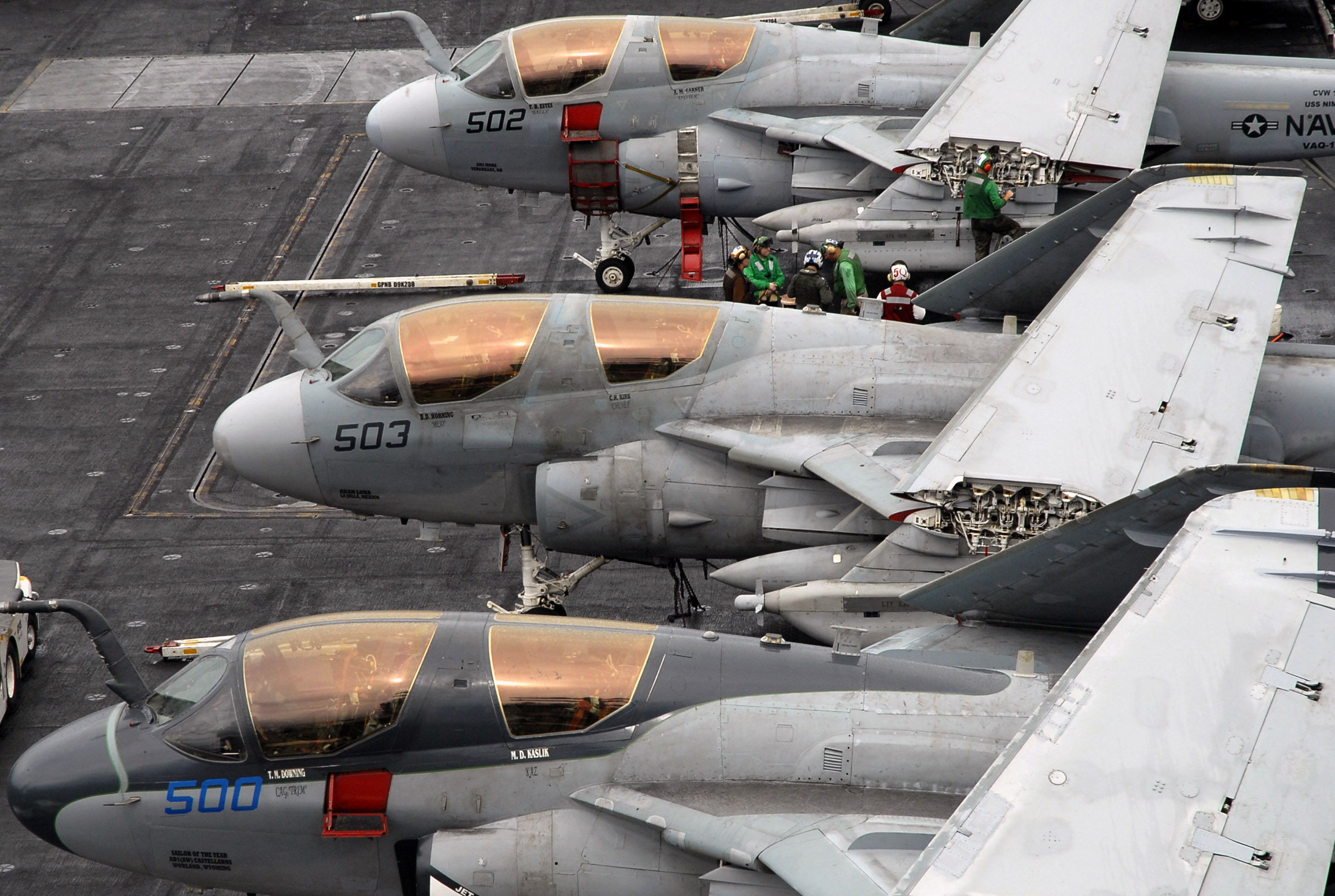
EA-6B Prowlery na pokładzie lotniskowca

Samolot walki radioelektronicznej (także śmigłowiec walki radioelektronicznej) – statek powietrzny wyposażony w sprzęt do prowadzenia walki radioelektronicznej.

## Charakterystyka
Samolot walki radioelektronicznej posiada na pokładzie sprzęt do prowadzenia walki radioelektronicznej (WRE) pasywnej (rozpoznanie i przechwyt informacji) i aktywnej (zakłócanie, dezinformacja) głównie w paśmie fal ultrakrótkich i mikrofal. Działalność WRE z powietrza pozwala na zwiększenie zasięgu rozpoznania i walki w zakresie fal VHF i UHF, które nie posiadają zdolności do uginania czy odbijania od jonosfery, tak jak fale długie, średnie czy krótkie. Zasięg fal o mniejszej długości jest ograniczony krzywizną kuli ziemskiej – wymagane jest „widzenie się anten” (patrz: propagacja fal radiowych, łączność satelitarna). Ze względu na masę aparatury, samolot WRE pracuje jako przekaźnik. Przechwycone sygnały są kodowane i transmitowane do ośrodków rozpoznawczych na ziemi, gdzie są rejestrowane i analizowane. Z ośrodków naziemnych steruje się zdalnie pracą nadajników zakłócających znajdujących się w statku powietrznym.

## Przykłady
- EA-6B Prowler
- EF-111A Raven
- EC-130H Compass Call
- Boeing EA-18G Growler
- Tornado ECR
- EF-10B Skynight
- An-12 BK-PPS
- Mi-8 PP